# Padre Miracle

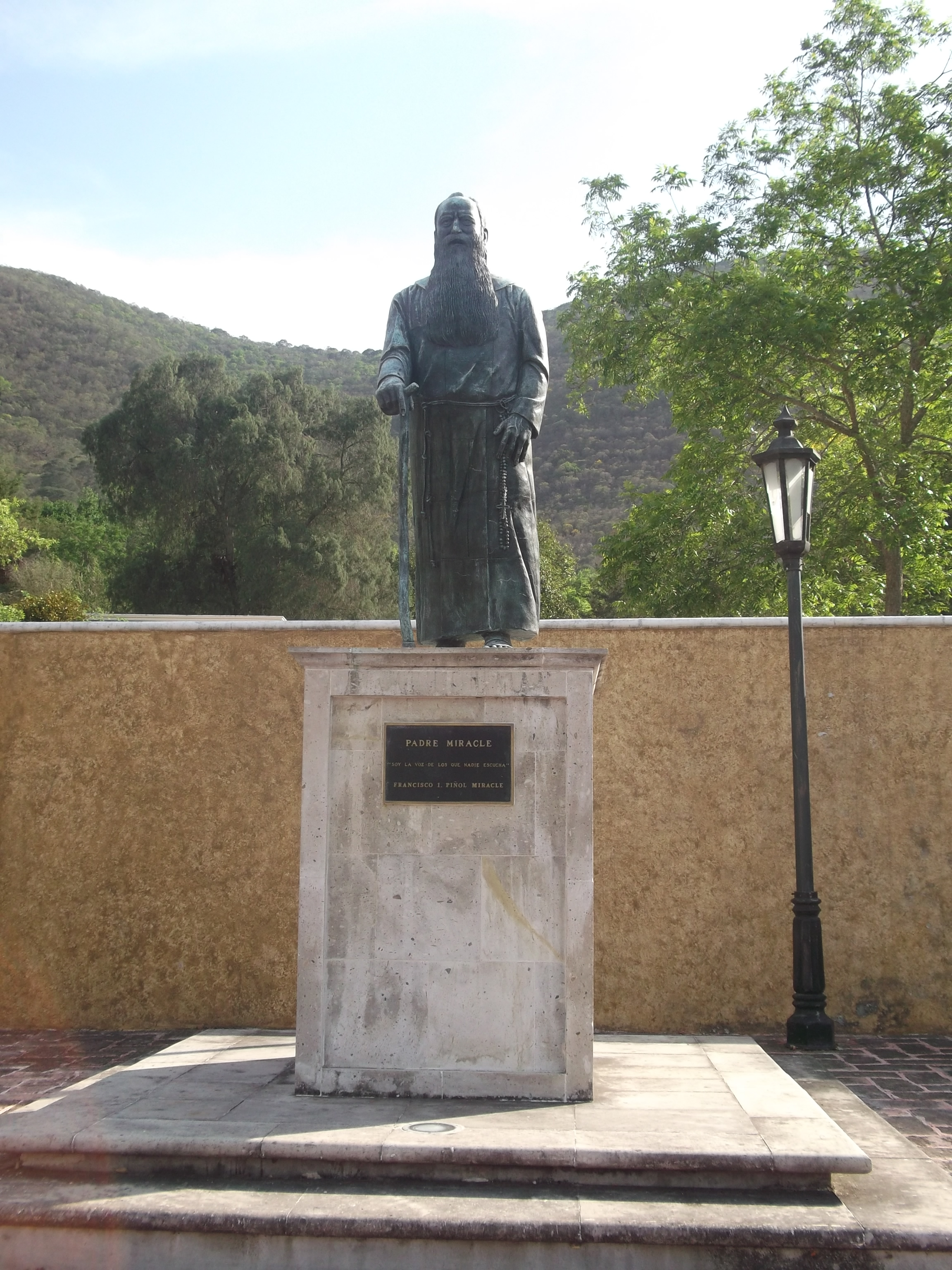
Estatua del Padre Miracle en plaza pública de Tilaco

Francisco Isidro Piñol Miracle (provincia de Tarragona,  Cataluña, España, 20 de junio de 1929-Ciudad de México, 25 de agosto de 2004) conocido como Padre Miracle, fue un fraile perteneciente a la Orden de los Hermanos Menores Capuchinos. Reconocido por su labor evangelizadora y de reconstrucción de la misión de Tilaco en el municipio de Landa de Matamoros.

## Primeros años
Nace en Tarragona, provincia de  Cataluña,  España el 20 de junio de 1929. Durante su juventud se unió a las capuchinas, perteneciente a la Orden Franciscana. Es aquí donde adquirió su característica humildad, reflejada en el desgaste de su hábito color café.
Durante su vida se vio inspirado principalmente por la labor evangelizadora de Fray Junípero Serra, llevándolo a México y estableciéndose en la Sierra Gorda queretana. Es aquí donde desarrolló su labor más significativa, la reestructuración de la misión de Tilaco.

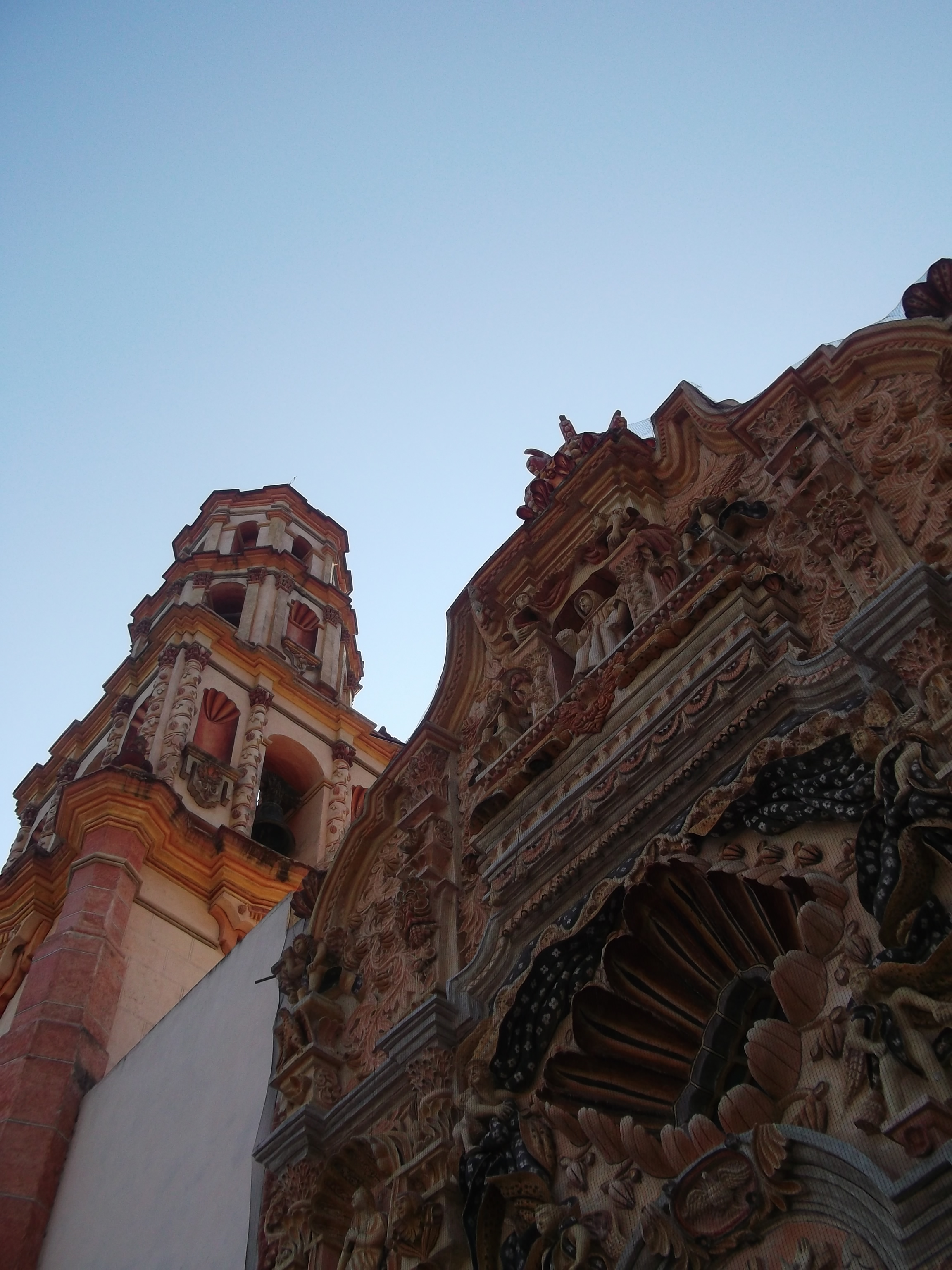
Fachada de la Misión de Tilaco

## Misión de Tilaco
En 1963 le es encomendada la misión de Tilaco, la cual había permanecido en estado de abandono durante treinta años. Debido a las condiciones de la estructura, el trabajo que el padre realizó abarcó desde la restauración de la misma. Las labores que aquí se realizaron contaron en gran medida con el apoyo de los habitantes de la comunidad, haciendo de la siguiente obra la más característica: la construcción de un camino para automóviles que conectó a Tilaco con los demás caminos de la Sierra Gorda, este se trazó desde dentro de la comunidad, apoyándose por una Chevrolet modelo 1942, llamada “El Huracán de la Sierra” y conducida por el señor José Cortés en compañía del padre. Esta camioneta recorrió desde San Juan del Río, pasando por Jacala, Tamazunchale, y Xilitla. Con la colaboración de cerca de cien hombres que empujaron, guiaron y jalaron el automóvil durante su trayecto, entrando finalmente a Tilaco el 3 de febrero de 1964.

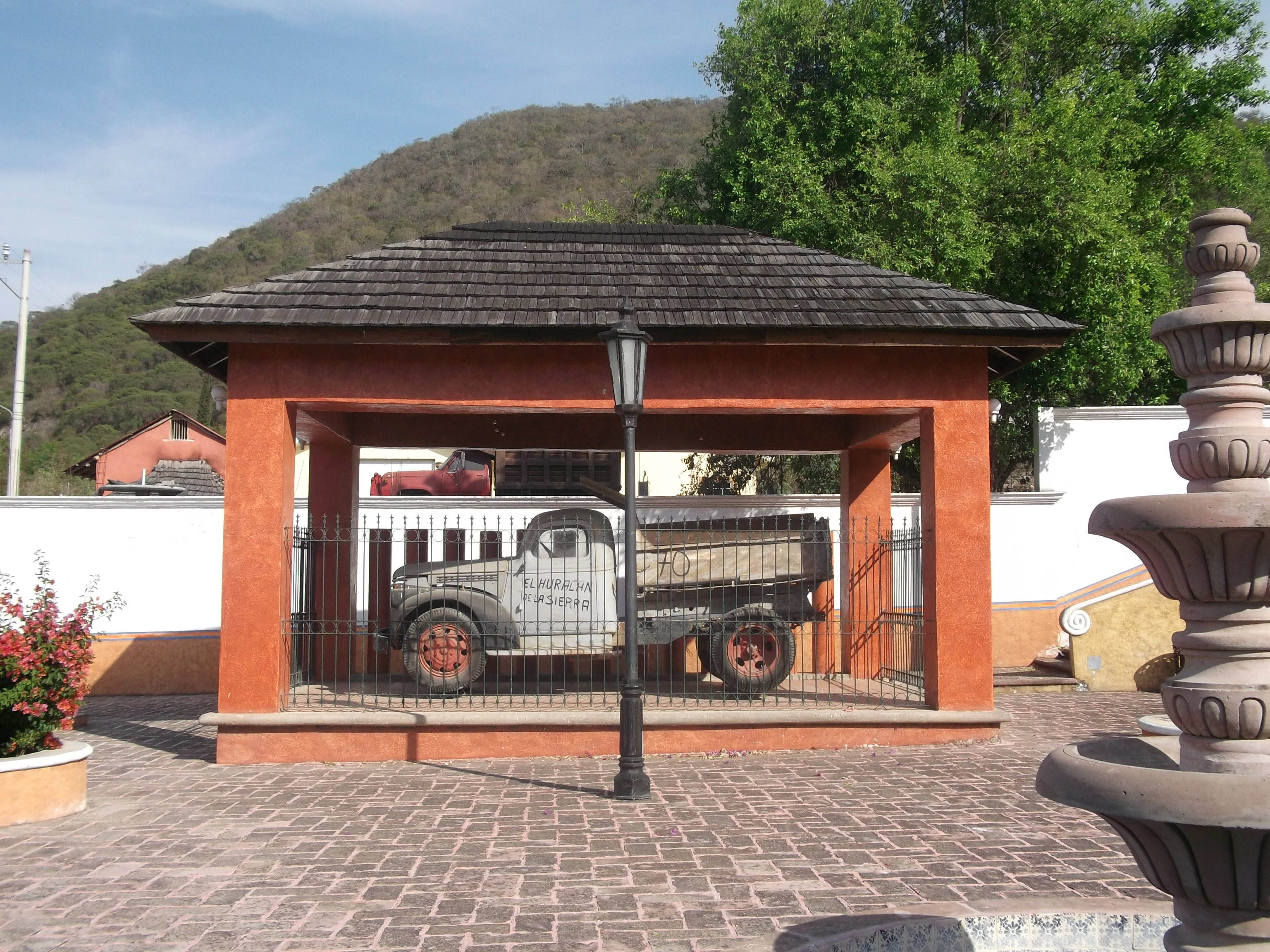
Camioneta Chevrolet llamada "El Huracán de la Sierra"

Este suceso propició crecimiento y abasteció a la comunidad, haciendo llegar distintos productos desde alimentarios hasta electrodomésticos y de entretenimiento, y la ampliación del servicio médico, entre otros. 
Años después, y siguiendo los pasos de Fray Junípero Serra, el Padre Miracle recorrió a pie el mismo camino que este recorrió dos siglos atrás, partiendo de la Sierra Gorda queretana hasta llegar a las misiones de Alta California. Fue acompañado por varios habitantes de la comunidad. 
Fueron 42 años los que el Padre dedicó a Tilaco, desde su llegada en 1963. Su labor y dedicación hacia la comunidad y su población, dando énfasis a cada aspecto por el bienestar de esta; desde el seguimiento de sus tradiciones hasta la divulgación de información para procurar el matrimonio y el control natal, dieron al padre el reconocimiento de una figura paternal, humilde  y bondadosa, haciéndose nombrar “la voz de los que nadie escucha”.
Sus trabajos colaboraron a las relaciones de México con España, pues parte de las aportaciones que recibía para concretar sus labores provenían de España. Debido a esto fue galardonado en 1998 con la Orden de Isabel la Católica, por el Rey Juan Carlos I.
El padre falleció el 25 de agosto de 2004 en la Ciudad de México, donde se encontraba recibiendo atención médica tras convalecer algún tiempo.
En 2006 se publicó póstumamente su libro Memorias de un Desmemoriado, Aprendiz de Misionero, al mismo tiempo que se preparó en la Ciudad de Querétaro un homenaje, dedicando el tradicional altar de muertos de Plaza de Armas a su vida y obra. Actualmente pueden visitarse en la plaza de Tilaco los monumentos que se realizaron en agradecimiento y memoria; una a su semejanza y la otra es el mismo Huracán de la Sierra.